# Iain Jensen
Iain Jensen (Belmont, 23 mei 1988) is een Australisch zeiler. Hij vertegenwoordigde Australië eenmaal de op Olympische Zomerspelen en behaalde hierbij één olympische titel.
Samen met Nathan Outteridge werd hij in 2009, 2011 en 2012 wereldkampioen in de 49er-klasse. Het Australische duo nam in 2012 deel aan de Olympische zomerspelen. In de klasse 49er behaalden Jensen en Outteridge de olympische titel.  

## Palmares
29er
- 2005: 6e WK
- 2009:  WK

Farr40
- 2010:  WK
- 2012:  WK

49er
- 2007: 46e WK
- 2008: 26e WK
- 2009:  WK
- 2010:  WK
- 2011:  WK
- 2012:  WK
- 2012:  OS Londen
- 2014:  WK

2000: Jyrki Järvi / Thomas Johanson ·
2004: Xabier Fernández / Iker Martínez ·
2008: Martin Kirketerp / Jonas Warrer ·
2012: Iain Jensen / Nathan Outteridge ·
2016: Peter Burling / Blair Tuke ·
2020: Dylan Fletcher / Stuart Bithell ·
2024: Diego Botín / Florián Trittel